# Scopula ocellata
Scopula ocellata är en fjärilsart som beskrevs av W. Warren 1899. Scopula ocellata ingår i släktet Scopula och familjen mätare. Inga underarter finns listade.